# Zákon o obnovení nezávislosti Litevské republiky

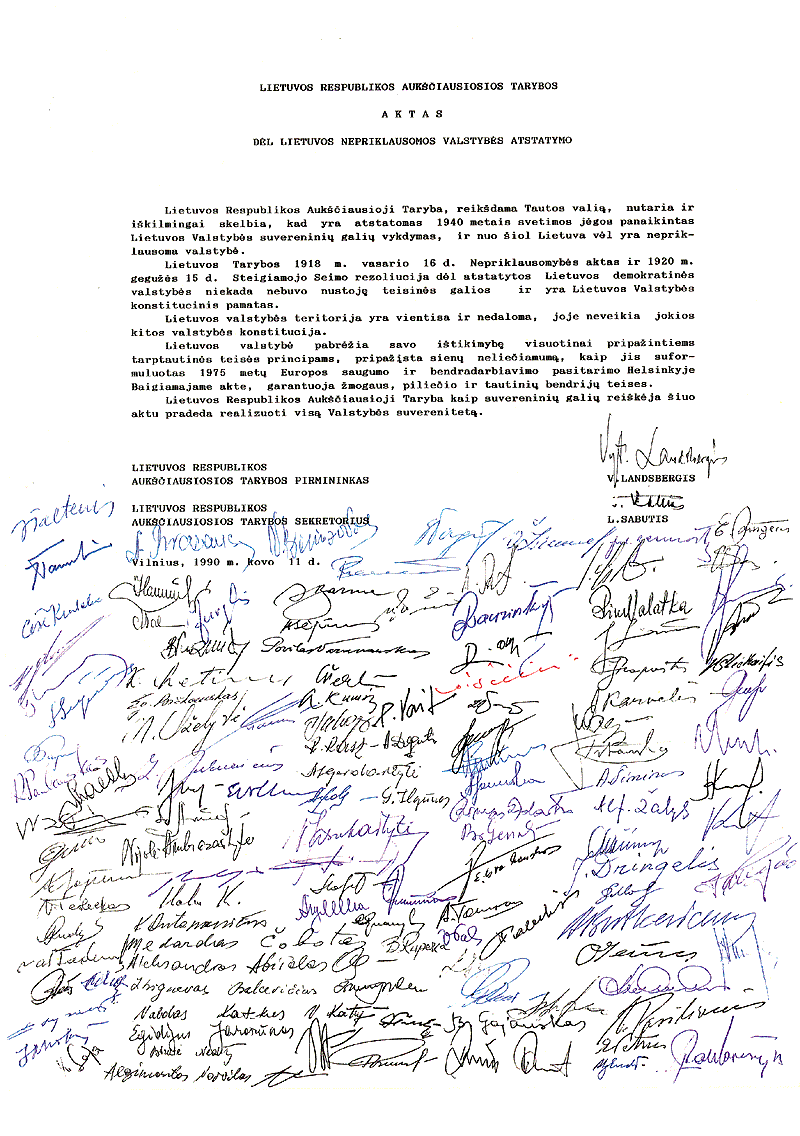
Zákon podepsaný všemi členy Rady

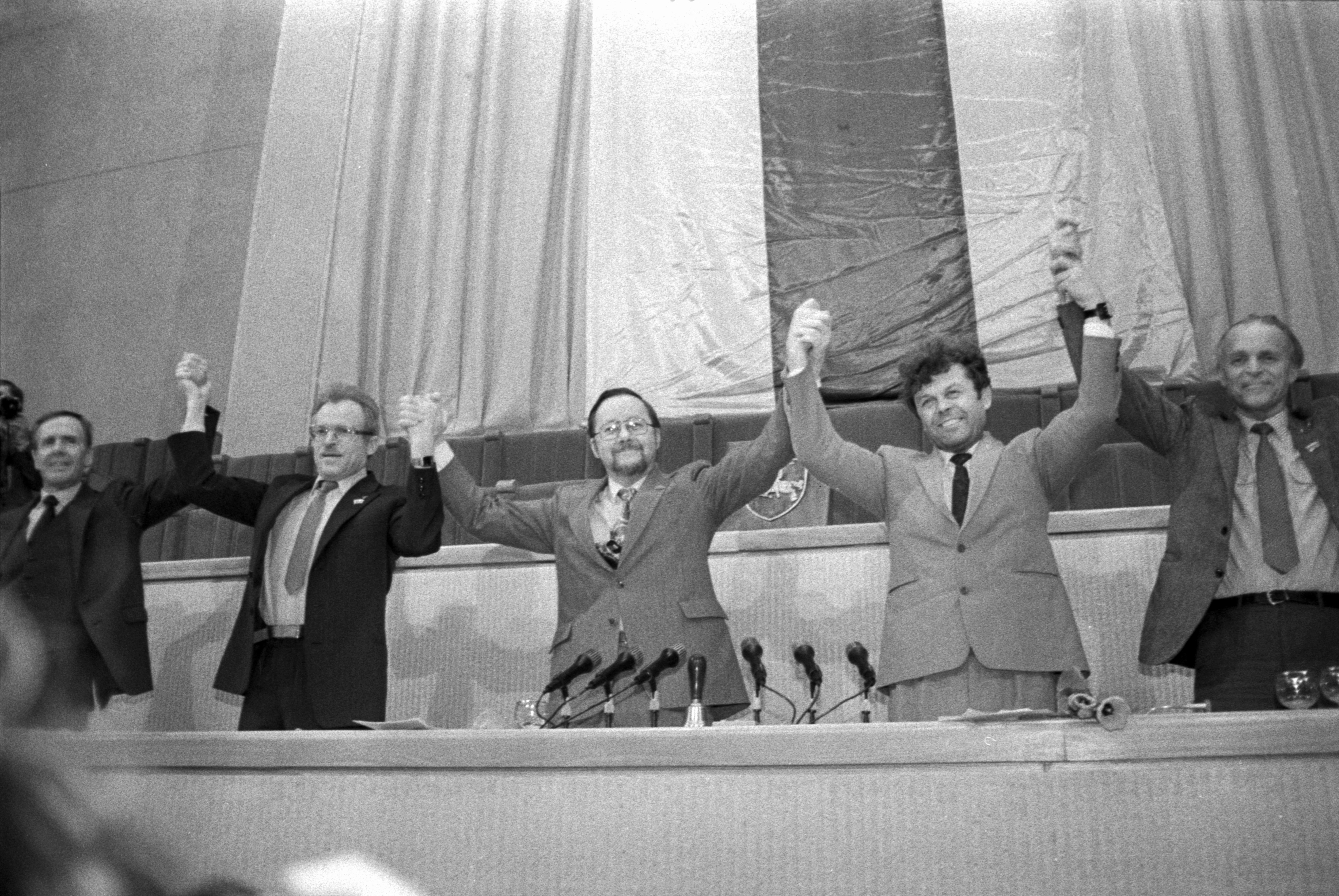
Nezávislost vyhlášena, uprostřed Vytautas Lansbergis

Zákon o obnovení nezávislosti Litevské republiky (litevsky: Aktas dėl Lietuvos nepriklausomos valstybės atstatymo) byla deklarace nezávislosti přijatá Nejvyšší radou Litevské republiky (Lietuvos Respublikos Aukščiausioji Taryba) 11. března 1990. Litva se tímto aktem odtrhávala od Sovětského svazu a stala se samostatným státem. Zákon podepsali všichni členové svolané Nejvyšší rady, jíž předsedal Vytautas Lansbergis. Zákon staví na ideji právní kontinuity meziválečné Litevské republiky, která byla podle této právní konstrukce nelegálně okupována Sovětským svazem od roku 1940, z hlediska mezinárodního práva nikdy nepřestala existovat a jejíž nezávislost se tímto tedy jen vyhlašuje, nikoli ustavuje (stejný princip uplatnily i další pobaltské země, tedy Estonsko a Lotyšsko). Tím se vyhlášení lišilo od některých jiných deklarací nezávislosti v postsovětských zemích, a vznikly tím určité specifické právní důsledky. Litva byla první sovětskou zemí, která nezávislost vyhlásila, a započala tak proces rozpadu Sovětského svazu. Ten vyvrcholil v prosinci 1991.
Aktu předcházely parlamentní volby v únoru, první svobodné od roku 1926, v nichž triumfovali kandidáti podporovaní protisovětským hnutím Sąjūdis. Když se nově navolený parlament 11. března sešel, změnil svůj vlastní název z Nejvyššího sovětu na Nejvyšší radu, zvolil Landsbergise svým předsedou, změnil název země na Litevská republika (namísto Litevská sovětská socialistická republika) a vyhlásil nezávislost. Pro zákon o nezávislosti hlasovalo 124 členů rady, 6 se zdrželo, nikdo nebyl proti. 
Mezinárodní situace Litvy po vyhlášení nezávislosti nebyla jednoduchá. Jediný, kdo ji ihned uznal, bylo Moldavsko, které vyhlásilo nezávislost den po Litvě. Skutečně nezávislé státy dlouho váhaly, v čemž asi sehrávalo značnou roli i mezinárodní renomé sovětského prezidenta Michaila Gorbačova. Teprve po násilném zásahu sovětských vojáků proti litevským demonstrantům (tzv. Lednové události) se začala situace velmi pozvolna měnit. Ledy první prolomil Island, který Litvu uznal 11. února 1991. 28. února se přidalo Dánsko a 16. května Slovinsko, jež bylo ovšem ve specifické situaci státu, který se teprve sám chystal odlomit z velkého soustátí a hledat své mezinárodní uznání. 27. července došlo k pozoruhodnému jevu, když Litvu uznala Ruská federace, největší a nejmocnější z patnácti republik Sovětského svazu. Šlo o součást mocenského boje mezi vládcem Ruské federace Borisem Jelcinem a alternativním celosvazovým mocenským centrem kolem Michaila Gorbačova. Jelcin v té době zvolil strategii, že se zbaví tohoto centra tím, že formálně rozloží Sovětský svaz (a nahradí ho něčím jiným, mělo to být tzv. Společenství nezávislých států). V rámci této strategie Jelcin prosadil uznání nezávislosti Litvy. Ani tento krok však ostatní země nepřiměl změnit svou opatrnou politiku, do srpnového puče v Moskvě (19. až 21. srpen 1991) se přidal k těm, kdo Litvu uznali, jen další stát s podobným a nejistým osudem, čerstvě ex-jugoslávské Chorvatsko. Srpnový puč konzervativních komunistů a jeho porážka, po níž bylo jasné, že vítězem mocenského střetu v Moskvě je Jelcin, však změnily všechno. 24. srpna uznaly Litvu Norsko a Maďarsko. Den poté Francie a Argentina. 26. srpna se strhla lavina a své uznání vyhlásilo devět států. Do konce srpna už litevskou nezávislost uznávalo 42 států, především evropských (Československo se připojilo 29. srpna, jako poslední z visegrádských států). Poněkud váhající Spojené státy tak učinily 2. září 1991. 6. září 1991 Litvu jako nezávislý stát uznalo i Gorbačovovo vedení Sovětského svazu. Den poté Čína. 
První deklarace nezávislosti Litvy (Lietuvos Nepriklausomybės Aktas) byla přijata 16. února 1918.